# Us and Them
„Us and Them“ je skladba z alba The Dark Side of the Moon z roku 1973 od anglické progresivně rockové skupiny Pink Floyd. Skladbu napsali klávesista Richard Wright a baskytarista Roger Waters. Skladba vyšla i jako singl s Time na B-straně.

## Sestava
- David Gilmour – kytara, zpěv
- Roger Waters – baskytara
- Richard Wright – varhany, piáno, doprovodný zpěv
- Nick Mason – bicí, perkuse
- Dick Parry – saxofon